# Ерхард Бузек
Ерхард Бузек (на немски: Erhard Busek) е австрийски политик от християнконсервативната Австрийска народна партия (АНП). Бузек е председател на партията и вицеканцлер на Австрия в коалиционното правителство на Социалдемократическата австрийска партия (САП) с АНП в периода 1991 – 1995 г., както и реформатор в областта на висшето образование в Австрия.
Бузек е роден на 25 март 1941 г. във Виена и завършва право във Виенския университет през 1963 г. През 1964 – 1972 г. е парламентарен секретар на АНП, а до 1976 г. е генерален секретар на икономическия отдел. Става председател на виенската АНП през 1976 г. Заместник-кмет на Виена от 1978 до 1987 г.
През 1991 г. заема мястото на Йозеф Риглер като вицеканцлер на Австрия и председател на АНП. По време на изборите през 1994 г. е лидер на партията. От 1994 до май 1995 г. е министър на образованието. След като се оттегля през 1995 г., Бузек става директор на Института на дунавските държави и на Югоизточноевропейската кооперация.
През 2000 – 2001 г. е правителствен комисар по разширяването на Европейския съюз (ЕС), а от 1 януари 2002 г. е извънреден координатор на Пакта за стабилност за Югоизточна Европа.
Бузек е публикувал няколко книги по въпроси, свързани с икономика и Централна Европа. Редактор на месечния вестник „Винер Журнал“. Съпредседател на комисията за радио и ТВ политика за Централна и Източна Европа. Член на Комитета по образование в ЕС. Ректор на Техническия колеж в Залцбург, Австрия. Координатор на Инициативата за сътрудничество в Югоизточна Европа.
1. ↑  orf.at //   Посетен на 14 март 2022 г.